# Robert Ainsworth
Robert Ainsworth (Eccles, Lancashire, setembro de 1660 — Londres, 4 de abril de 1743) foi um lexicógrafo inglês, autor do conhecido compêndio Dictionary of the Latin Tongue.

## Biografia
Ainsworth nasceu em Eccles, perto de Salford, Lancashire, em setembro de 1660. Depois de concluir sua formação educacional, começou como professor em Bolton; de lá foi para Londres; e em Bethnal Green, Hackney, e em outras vilas suburbanas, continuou a manter uma escola. Logo fez uma pequena fortuna que lhe deu condições financeiras para prosseguir os seus estudos clássicos. O nome Ainsworth está associado a seu Dicionário Latim-Inglês, iniciado em 1714, e publicado em 1736 com o título de Thesaurus linguae Latinae compendiarius. Foi usado extensivamente nas escolas e, muitas vezes reimpresso, as edições posteriores foram revistas e ampliadas por Patrick, Ward, Young, e Morell, sucessivamente, mas agora se tornou obsoleta. Ainsworth foi ainda autor de algumas obras úteis sobre antiguidades clássicas, e um tratado sobre educação, intitulado The most Natural and Easy Way of Institution (1698), no qual defende o ensino do latim por métodos de conversação e punições desaprovadas, de todo tipo.
O dicionário foi sem dúvida um grande avanço sobre todos os que o precederam na Inglaterra: o do Dr. Adam foi um avanço; mas um bom dicionário escolar era ainda necessário, e os trabalhos de Facciolati e Scheller, agora tão acessíveis ao estudioso inglês através das traduções de Bailey e Riddle. Ainsworth foi autor de A Short Treatise on Grammar, e algumas tratados menores. Fala-se ter sido um colecionador de moedas antigas e outras curiosidades. Faleceu em 4 de abril de 1743. Foi sepultado no Poplar, e uma inscrição em latim, escrita por ele mesmo, foi colocada sobre os seus restos mortais e os de sua esposa.